# Norbert Pietrykowski
Norbert Jerzy Pietrykowski (ur. 17 grudnia 1973 w Mławie) – polski przedsiębiorca i polityk, doktor nauk humanistycznych, poseł na Sejm X kadencji.

## Życiorys
Z wykształcenia magister analityki medycznej, w 1998 ukończył studia w tej dziedzinie na Akademii Medycznej w Bydgoszczy. W 2011 na Uniwersytecie Mikołaja Kopernika w Toruniu uzyskał stopień doktora nauk humanistycznych na podstawie rozprawy pt. Pojęcie przeżycia estetycznego w pracach estetyków polskich XX wieku. Zajął się prowadzeniem własnej działalności gospodarczej w ramach współtworzonej przez siebie sieci laboratoriów medycznych Vitalabo.
Przystąpił do Polski 2050 Szymona Hołowni. W wyborach parlamentarnych w 2023 uzyskał mandat posła X kadencji z okręgu bydgoskiego, kandydując z pierwszego miejsca na liście koalicji Trzecia Droga i otrzymując 27 596 głosów. W 2024 z ramienia tej samej koalicji startował w wyborach do Parlamentu Europejskiego z okręgu nr 2.

## Wyniki wyborcze
| Wybory | Komitet                         | Komitet       | Organ           | Okręg       | Wynik          |
| ------ | ------------------------------- | ------------- | --------------- | ----------- | -------------- |
| 2023   |                                 | Trzecia Droga | Sejm X kadencji | nr 4        | 27 596 (5,17%) |
| 2024   | Parlament Europejski X kadencji | Trzecia Droga | nr 2            | 5666 (1,04) |                |